# The Angel and the Dark River
The Angel and the Dark River er det tredje album af det britiske death/doom metal-band My Dying Bride, som blev udgivet i 1995 gennem Peaceville Records. Året efter blev albummet genudgivet med bonussporet "The Sexuality of Bereavement" og bonuscden ved navn Live at the Dynamo, der indeholdt bandets optræden til Dynamo Festivalen i 1995.
Musikalsk bevægede The Angel and the Dark River sig væk fra dødsmetal indflydelserne, da blandt andet vokalist Aaron Stainthorpe stoppede med at bruge growl til fordel for rensang. Bandets lyd begyndte derfor at bevæge sig tættere på doom metal området, da eksempelvis de melankolske tekster og det langsomme tempo blev bibeholdt.

## Trackliste
1. "The Cry of Mankind" – 12:13
2. "From Darkest Skies" – 7:48
3. "Black Voyage" – 9:46
4. "A Sea to Suffer In" – 6:31
5. "Two Winters Only" – 9:01
6. "Your Shameful Heaven" – 6:59
7. "The Sexuality of Bereavement" – 8:04 *

- * Bonusspor på genudgivelsen.

### Live til Dynamo
1. Your River – 8:13
2. A Sea to Suffer In – 6:21
3. Your Shameful Heaven – 6:21
4. The Forever People – 4:52